# Казырова
Казырова — деревня в Кулуевском сельском поселении, Аргаяшского района, Челябинской области.

## Географическое положение
Расположена в южной части района, на правом берегу реки Миасс в 1,5-2 км к югу от села Кулуева и в 50 км к западу от Челябинска.

## История
Деревня основана в XVIII веке (упоминается в документах переписи 1763 как деревня Казырева).

## Население
| 2002 | 2010 |
| ---- | ---- |
| 119  | ↗140 |

(в 1873—156, в 1900—179, в 1916—184, в 1983—113, в 1995—125)
Преимущественно проживают башкиры. 